# Nebulosa de emisión

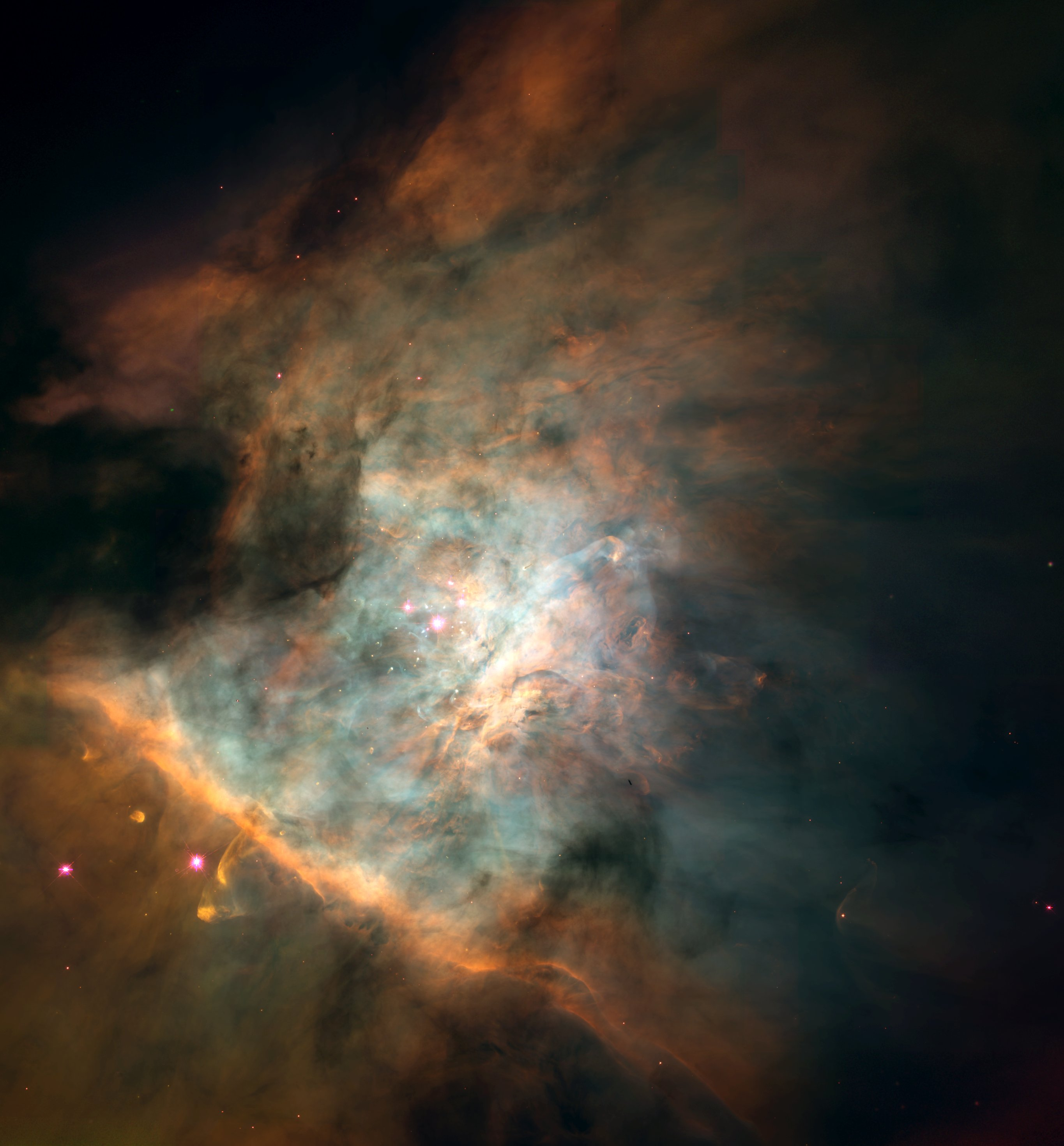
Parte de la nebulosa de Orión (M42).

Una nebulosa de emisión es una nebulosa que emite en virtud de la ionización del gas que la compone. El mecanismo excitador más común es la presencia cercana de una o varias estrellas calientes;  la energía recibida de la estrella se difunde en forma de radiación, con un espectro marcado por líneas brillantes del hidrógeno. Entre estas nebulosas pueden citarse las regiones HII (excitadas por estrellas masivas y jóvenes), o las nebulosas planetarias (en torno de una enana blanca caliente).
El color rojo característico de muchas de estas nebulosas es debido, justamente, a la línea H-alfa del hidrógeno.
Un ejemplo de nebulosa de emisión es la famosa nebulosa de Orión (M42), ubicada a unos 1300 años luz del Sol, formada por gases que rodean a una estrella múltiple (el asterismo conocido como el Trapecio) y se excitan con la energía de esta. 
Muchas nebulosas de emisión aparecen mezcladas con nebulosas de reflexión y oscuras.